# Nadace Vodafone
Nadace Vodafone je svou formou nestátní nezisková organizace zřizovaná společností Vodafone Czech Republic, a.s. Nadace byla založena roku 2006 a za dobu své existence podpořila sociálně prospěšné aktivity více než 100 miliony korun. Jedná se o jednu z největších firemních nadací v ČR.

## Aktivity
Aktivity nadace jsou směřovány k naplňování tří hlavních cílů:
- rozvoj a budování kapacity a know-how neziskových organizací (grantový program Rok jinak)
- rozvíjení schopnosti a iniciativy mladých lidí skrze jejich zapojování do projektů na úrovni komunity (grantový program Vpohybu)
- zapojování komunikačních a informačních technologií do společensky prospěšných projektů a zvyšování kvality života znevýhodněných skupin (grantový program Inovace pro společnost)
- zapojování zaměstnanců do společensky prospěšných aktivit

### Grantový program Rok jinak
Nejznámější aktivitou Nadace Vodafone je grantový program Rok jinak, projekt zaměřený na přenos know-how z komerční sféry do českých neziskovek. Umožňuje odborníkům z různých sektorů strávit rok nebo méně prací pro neziskovou organizaci dle svého výběru. Plat ve výši, na jakou byli zvyklí, jim hradí Nadace Vodafone.
Programu Rok jinak v roce 2011 se zúčastnili například novinář Jan Rybář, hudební publicista Pavel Anděl nebo režisérka Linda Jablonská.

### Grantový program Vpohybu
Grantový program pro mladé lidi a neziskovky vedené mladými lidmi do 30 let. Cílem je podpořit rozvoj iniciativy, kreativity, vedení a komunikačních dovedností mladých lidí díky jejich zapojení do komunitního rozvoje. Každý rok jsou vypsána dvě grantová kola. Podporováno je široké spektrum projektů – například kulturní, volnočasové, s ekologickou tematikou, sociálně zacílené, zaměřené na obnovu veřejných prostranství

### Grantový program Technologie pro společnost
Grantový program Technologie pro společnost vyhledává a podporuje různá inovativní využití moderních  informačních a komunikačních technologií pro společnost. Program je určený pro neziskové organizace a spolupracující subjekty, využívající inovační technologická řešení či jejich aplikace ve své praxi. V rámci programu je podporován například vývoj společensky prospěšných mobilních aplikací nebo technologické inovace umožňující integraci a zvýšení kvality života znevýhodněných skupin a seniorů. Žádosti o granty jsou přijímány v průběhu celého roku. Nadace Vodafone každoročně vyhlašuje soutěž o nejlepší nápad na společensky přínosnou mobilní aplikaci.

## Získaná ocenění

### 2006
Via Bona za inovativní přístup k dárcovství za projekt satelitní navigace nevidomých čestné uznání České asociace streetwork za strategickou podporu oboru nízkoprahových sociálních služeb pro mladé lidi.

### 2009
Vodafone se stal vítězem v kategorii Firma pracující ve prospěch komunity.

### 2010
Společnost Vodafone zvítězila v roce 2010 v žebříčku TOP Filantrop v kategorii Nejodpovědnější velká firma roku.

### 2011
Cena VIA Bona, hlavní cena za filantropii v kategorii velká firma pro společnost Vodafone za dlouhodobou a komplexní podporu nízkoprahových zařízení pro děti a mládež v ČR ze strany Nadace Vodafone Zlatá plaketa Život90 za podporu práce pro seniory.